# 馬埃瓦塔納納
馬埃瓦塔納納是馬達加斯加的城市，也是貝齊博卡區的首府，位於該國中北部，海拔高度70米，60%人口是農民，主要農產品有稻米、煙草和番薯，2001年人口24,000。
16°57′S 46°50′E / 16.950°S 46.833°E